# Рослый, Константин Леонтьевич
Константи́н Лео́нтьевич Ро́слый, также известный как Костя Рослый (29 мая 1897, с. Перетино, Приморская область — 4 сентября 1926, Камчатка) — поэт-партизан, участник Гражданской войны в восточном Приморье.

## Биография
Родился в бедной крестьянской семье 29 мая 1897 года в деревне Перетино́ Сучанской волости Ольгинского уезда Приморской области, ныне — в Партизанском районе Приморского края.
В детстве был маленьким и слабым мальчиком, писал стихи. С шести до десяти лет учился в сельской приходской школе. В 12 лет отправился пешком учиться во Владивосток, но был задержан полицией и отправлен обратно домой. С помощью приходского врача родного села поступил во владивостокское училище, которое окончил в 1914 году. После чего поступил в гимназию. Печатал стихи в журнале литературного кружка гимназии. В этот период Костя дружил с будущим советским писателем Павлом Далецким и братьями Сибирцевыми. В 1915 году написал революционные стихотворения «Стонет от гнёта и горя тяжёлого», «Забывшим всё» и другие. Вскоре Костя был исключён из гимназии «за издевательство над русским поэтом Лермонтовым». После чего стал подрабатывать репетиторством. В 1917 году во владивостокском журнале «Великий океан» вышло стихотворение Рослого «Варнак», посвящённое каторжанам, короткие поэмы «Неотпетый» и «Непонятный» о несчастной любви, рассказ «На вечерке» и другие произведения. Стихотворение «Варнак» — сюжетное: Костя неоднократно видел беглецов с сахалинской каторги, которых отец скрывал в родном доме.
| «                        | Дуют холодные ветры, С сопок сметая листы, Носится коршун над сопкой, Крик его полон тоски. Там, у Сучанской долины, Где скалы угрюмо глядят, Стройно выходит к равнине Наш партизанский отряд. | » |
| — «Дуют холодные ветры…» | |   |

После Февральской революции вернулся в Перетино, где устроился на работу учителем. В 1919 году Костя возглавил первую боевую дружину партизан в родном селе. Продолжал публиковать стихотворения в местной газете «Революционный партизан», позднее переименованной в «Вестник партизана». В 1920 году вступил в РКП(б). Позднее занимал должности в революционных комитетах Сучанского и Спасского районов, милиции села Владимиро-Александровское.
В 1926 году отправлен в командировку на Камчатку. 4 сентября 1926 года Константин Рослый погиб в Беринговом море в возрасте 29 лет. Похоронен в Олюторском районе Камчатского края, на скалистом берегу Берингова моря. На могильном обелиске надпись: «Здесь покоится начальник Олюторско-Наваринского района, красный партизан, коммунист Рослый К. Л. Погиб при исполнении служебных обязанностей 4 сентября 1926 года». Накануне смерти Костя работал над романом «Маузер», рукописи которого утонули. Многие стихотворения автора бесследно утрачены. О смерти поэта-партизана отозвались газеты «Красное знамя» и «Тихоокеанская звезда», московский журнал «На культурном фронте».

## Память
В родном селе Рослого — Перетино открыт памятник братьям-партизанам Константину и Тихону Рослым. Именем Кости Рослого названы улицы в сёлах Перетино и Владимиро-Александровском.